# Майкл Муні (яхтсмен)
Майкл Муні (англ. Michael Mooney, 14 травня 1930 — 18 листопада 1985) — американський яхтсмен.
Олімпійський чемпіон 1948 року в класі 6 метрів.